# Rémi Bolduc
Rémi Bolduc (* 17. Juni 1962) ist ein kanadischer Jazzmusiker (Altsaxophon, Komposition).

## Leben und Wirken
Bolduc, der in Saint-Hyacinthe aufwuchs, begann bereits im Alter von 15 Jahren mit dem professionellen Saxophonspiel. Im Jahr 1982 zog er nach Montreal, wo er mit den Saxophonisten Sayyd Abdul Al-Khabyyr, Simon Stone und Bob Mover zusammenarbeitete. Er studierte bei Steve Coleman und dem Komponisten Vince Mendoza.
Bolduc gehörte zum Bernard Primeau Jazz Ensemble und zur Vic Vogel Big Band. Er leitet eigene Ensembles; zu seinem Quartett gehörten François Bourassa, Fraser Hollins und Dave Laing. Auch tritt er regelmäßig mit Musikern wie Kenny Werner, Ben Monder, Seamus Blake, Lorraine Desmarais, Thom Gossage, Ralph Bowen und Jerry Bergonzi (Les Esprits Oubliés) auf.
Gemeinsam mit John Roney am Piano und Sheila Hannigan am Cello entstand sein Album Cote d’Ecoute. Sein Album Tribute to Charlie Parker wurde 2011 mit dem Félix Award für das beste Jazz-Album ausgezeichnet. Zu seinen weiteren Projekten gehören die Alben The Random Masters (2015), eine Hommage an Dave Brubeck, und Sax Zenith (2018) mit P. J. Perry, Phil Dwyer, Kirk MacDonald und Kelly Jefferson. Weiterhin arbeitete er mit dem Karl Schwonik Jazz Ensemble (1+4, 2011), der Joe Sullivan Big Band und dem Effendi Jazzlab.
Bolduc ist Professor an der McGill University in Montreal, wo er Saxophon, Improvisation und Ensemblespiel lehrt.